# Fédérale 1
El Torneo Federal 1 (conocida como Fédérale 1 por su nombre en francés) es la quinta categoría de clubes de rugby de Francia.
El torneo entrega dos plazas, al campeón y subcampeón, para el torneo Nationale 2. Los equipos al final de la clasificación desciende al Torneo Fédérale 2.
El campeón obtiene el trofeo Jean Prat, en honor al exjugador de la Selección de rugby de Francia.

## Formato
El torneo está conformado por 47 equipos divididos en cuatro grupos de 12 equipos cada uno.
Los dos mejores equipos de cada grupo clasifican a los cuartos de final en la búsqueda del campeonato.
El campeón y subcampeón ascienden a la cuarta división, la Nationale 2, mientras que el 11° y 12° puesto de cada grupo desciende al Torneo Fédérale 2.

## Campeonatos
| Edición | Temporada | Campeón                            | Resultado                          | Subcampeón                         |
| ------- | --------- | ---------------------------------- | ---------------------------------- | ---------------------------------- |
| I       | 2001-02   | Lyon OU                            | 28 - 23                            | Albi                               |
| II      | 2002-03   | Limoges                            | 19 - 18                            | Oyonnax                            |
| III     | 2003-04   | Pays d'Aix                         | 21 - 12                            | Stade Bordelais                    |
| IV      | 2004-05   | Colomiers                          | 40 - 22                            | FC Oloron                          |
| V       | 2005-06   | Gaillac                            | 21 - 18                            | Limoges                            |
| VI      | 2006-07   | Aurillac                           | 31 - 6                             | Blagnac                            |
| VII     | 2007-08   | Colomiers                          | 36 - 3                             | Bressane                           |
| VIII    | 2008-09   | Lannemezan                         | 9 - 6                              | Pays d'Aix                         |
| IX      | 2009-10   | US Carcassonne                     | 16 - 3                             | Saint Etienne                      |
| X       | 2010-11   | Béziers                            | 13 - 6                             | Périgueux                          |
| XI      | 2011-12   | Colomiers                          | 20 - 16                            | Massy                              |
| XII     | 2012-13   | Bressane                           | 15 - 13                            | Bourgoin                           |
| XIII    | 2013-14   | Montauban                          | 18 - 14                            | Massy                              |
| XIV     | 2014-15   | Pays d'Aix                         | 12 - 6                             | Lille                              |
| XV      | 2015-16   | SO Chambéry                        | 34 - 27                            | Valence d'Agen                     |
| XVI     | 2016-17   | Stade Rouennais                    | 29 - 15                            | Mâcon                              |
| XVII    | 2017-18   | Lavaur                             | 24 - 21                            | Trélissac                          |
| XVIII   | 2018-19   | Stade Rouennais                    | 30 - 25                            | Valence Romans                     |
| XIX     | 2019-20   | Cancelada por pandemia de COVID-19 | Cancelada por pandemia de COVID-19 | Cancelada por pandemia de COVID-19 |
| XX      | 2020-21   | Cancelada por pandemia de COVID-19 | Cancelada por pandemia de COVID-19 | Cancelada por pandemia de COVID-19 |
| XXI     | 2021-22   | Rennes                             | 15 - 11                            | RC Hyères Carqueiranne La Crau     |
| XXII    | 2022-23   | Langon                             | 17 - 12                            | Valence d'Agen                     |
| XXIII   | 2023-24   | Servette RC                        | 28 - 9                             | SA Mauléon                         |
| XXIV    | 2024-25   | US Tyrosse                         | 28 - 25                            | Union Drancy Saint-Denis           |
| XXV     | 2025-26   | A disputarse                       | A disputarse                       | A disputarse                       |